# 釋具行
釋具行（1876年—1924年），俗名日辯，中國雲南大理人氏，為中國近代著名佛教僧人，虛雲老和尚門下十大代表弟子之一。

## 生平
日辯自幼失依怙，入贅曾氏，因家鄉鬧饑荒沒有收入養活家人，同時為躲避戰亂而到雲南雞足山聖安寺做工糊口，對佛法漸生信仰。後來虛雲老和尚慈悲收留日辯全家於寺中務工，為感念虛老之恩，一家人便主動開墾寺中荒地，種植蔬菜瓜果供寺廟僧人食用。
- 西元1909年（清宣統元年），日辯領其妻、子、侄、弟、嫂、岳母等全家八人同受虛雲老和尚剃度受戒，當時年33歲的日辯受具足戒，獲賜法號「具行」。自此，白天種菜苦行，夜晚則禮佛、拜經、坐禪、念佛[1][2]。

- 西元1915年，虛雲老和尚見具行修得不錯，可惜見識太少，怕長守身邊落入癡執，並要他下山參拜天下名山道場。具行雖不捨但不敢違背師命，故而離開虛老下山[3]。

- 西元1920年（民國九年），聞虛老移駕至雲棲寺並著手進行重建工程，具行和尚便回到虛雲老和尚身邊協助，並住於下院勝因寺，依舊每天辛勤勞作、伺候師父虛雲老和尚[4]。

- 西元1924年（民國十三年），雲棲寺重建工程進行到建造海會舍利塔，具行和尚40多歲。這年雲棲寺傳戒，虛雲老和尚要具行師擔任尊證，受戒弟子請具行師開示。具行和尚說：「我半路出家，一字不識，但知念一句阿彌陀佛而已！」[3]。戒期將畢，具行師變賣衣服設齋供眾，隨後與虛雲老和尚告假至下院，即示現圓寂[1]。

## 事跡

### 精進修持
- 具行和尚喜愛聽虛雲老和尚講經，雖然沒上過學不識字，稍微深奧的道理會聽不懂，但卻深刻記得老和尚的教導：「只要一心念佛，就可往生西方極樂世界！」，自從具行開始學會念佛之後，便從早至晚，不論做任何工作都在念佛，時常沉默不語彷彿聽不見一般，人稱「聾子和尚」[2]。

- 虛雲老和尚曾於晚年在雲居山開示時提及具行和尚精進修持之事蹟，說到具行雖不識字，但精勤用功，《早晚課誦》、《普門品》等功課，不久即能背誦。終日種菜不休息，夜裏拜佛拜經，不貪睡眠。常替人縫衣服，縫一針念一句南無觀世音菩薩，針針不空過。後朝四大名山，八年後回到雲南。是時正在興建雲棲寺，依然苦行，常住大小事都肯幹，終日忙碌，不忘修行[1]。

### 示現圓寂
- 西元1924年（民國十三年），雲棲寺重建工程進行到建造海會舍利塔時，具行和尚向虛雲老和尚請求守塔工作。此時虛老已知具行的境界，並且知道具行即將圓寂。同年傳戒，虛雲老和尚請具行師擔任尊證，當晚，具行和尚與虛老叩別，入夜後，監院法師查房點名，找不到具行和尚，大家遍尋不著正議論紛紛時，忽見眩目白光連閃幾次，直衝夜空，照得一片光明。住在寺外尚未入睡的村民，也看到了寺中的強烈白光，以為寺院失火便趕至院中。眾人於白光處發現具行和尚盤坐端正、眼睛半合、面帶微笑、如如不動，由虛雲老和尚告知，才知道具行和尚已坐化圓寂，白光則是具行坐化所發出的三昧真火之光。

- 眾人端詳已坐化的具行和尚，見他披著袈裟，左手執磬，右手持木魚，向著西方趺坐，面色如生，但沒有呼吸起伏，分明是個活生生的人，不過木魚柄、磬柄、僧鞋以及坐處的稻杆、蒲團都已變成灰燼。虛雲老和尚見他以瑞相示世便祝禱具行和尚，並具行請多保持一天供後世瞻禮，第二天便請云南政报記者攝影留證以傳揚於世，並邀請社會賢達、佛教徒等前來瞻仰[4]。當時云南政报於頭條新聞刊出具行和尚成就事蹟以及照片，轟動全雲南。

```
（昆明日報是1957年中共創刊，與民國無關）
```

- 具行和尚功德圓滿後，虛老當眾取下具行和尚手中的小磬，一面向具行和尚說：「可以放心西去」，一面輕敲小磬，敲到第三響，具行和尚全身振動，霎時傾倒，化成灰燼[3]。

## 評價
虛雲老和尚曾作《追悼具行禪人自化身生西記詩》哀悼具行和尚：

枯腸欲斷只呼天，痛惜禪人殞少年，數載名山參謁遍。歸來念佛荷鋤邊；
助興梵剎同艱苦，密行功圓上品蓮，燃臂藥王真供養，孔悲顏歿尚悽然。
活到于今心更寒，惟師超逸不相干，人當末劫多緣累，君至臨終一火完；
世念難忘蔬菜熟，西歸且尚夕陽邊，傷心老淚揮無盡，一磬留音示妙緣。

老和尚在指導行人時，常以古德為例，鮮少提及自己弟子。而此詩中以孔子悼顏回來比喻自己心中的悲痛，足見老和尚對具行和尚之讚賞和厚愛。

## 外部連結
- 具行禪人修行略傳 （页面存档备份，存于）
- 揭秘具行禅师坐化后自行燃烧了吗?